# Beatriz (Cayey)
Beatriz es un barrio ubicado en el municipio de Cayey en el estado libre asociado de Puerto Rico. En el Censo de 2010 tenía una población de 3027 habitantes y una densidad poblacional de 559,47 personas por km².

## Geografía
Beatriz se encuentra ubicado en las coordenadas 18°8′58″N 66°5′47″O / 18.14944, -66.09639. Según la Oficina del Censo de los Estados Unidos, Beatriz tiene una superficie total de 5.41 km², de la cual 5.41 km² corresponden a tierra firme y (0.05%) 0 km² es agua.

## Demografía
Según el censo de 2010, había 3027 personas residiendo en Beatriz. La densidad de población era de 559,47 hab./km². De los 3027 habitantes, Beatriz estaba compuesto por el 77.5% blancos, el 9.18% eran afroamericanos, el 0.59% eran amerindios, el 0.26% eran asiáticos, el 0.03% eran isleños del Pacífico, el 9.42% eran de otras razas y el 3.01% pertenecían a dos o más razas. Del total de la población el 98.81% eran hispanos o latinos de cualquier raza.